# Franco Balmamion
Franco Balmamion (Nole, 11 de gener de 1940) és un ciclista italià, ja retirat, que fou professional entre 1960 i 1972. Durant la seva carrera aconseguí una vintena de victòries, entre les quals destaquen dues victòries consecutives al Giro d'Itàlia, el 1962 i 1963, així com el campionat d'Itàlia en ruta de 1967.

## Palmarès
- 1962
  - 1r al Giro d'Itàlia
  - 1r a la Milà-Torí
  - 1r al Giro dels Apenins
- 1963
  - 1r al Giro d'Itàlia
  - 1r al Campionat de Zúric
  - 1r al Gran Premi de Suïssa
- 1965
  - 1r al Critèrium de Caen
- 1967
  -  Campió d'Itàlia en ruta
  - 1r a Cronostafetta i vencedor d'una etapa
  - 1r del Giro de Toscana

### Resultats al Giro d'Itàlia
- 1961. 20è de la classificació general
- 1962. 1r de la classificació general.  Porta 5 dies el mallot rosa
- 1963. 1r de la classificació general.  Porta 6 dies el mallot rosa
- 1964. 8è de la classificació general
- 1965. 5è de la classificació general
- 1966. 6è de la classificació general
- 1967. 2n de la classificació general
- 1968. 7è de la classificació general
- 1969. Abandona
- 1970. 12è de la classificació general
- 1971. Abandona
- 1972. 38è de la classificació general

### Resultats al Tour de França
- 1963. Abandona (3a etapa)
- 1967. 3r de la classificació general
- 1969. 39è de la classificació general
- 1970. 12è de la classificació general
- 1971. Abandona (10a etapa)